# 谷岡善王
谷岡 善王（たにおか よしお）は、日本のアニメーション美術監督である。スタジオ美峰所属。

## 主な美術監督作品

### テレビアニメ
- 戦場のヴァルキュリア（2009年）美術監督
- 閃光のナイトレイド（2010年）美術監督
- ダンボール戦機（2011年）美術監督
- ダンボール戦機　W（2012年）美術監督
- ダンボール戦機　WARS（2013年）美術監督
- ペルソナ4　Golden　The　Animation（2014年）美術監督
- トリアージX（2015年）美術監督
- ジョーカーゲーム（2016年）美術監督
- LISTENERS リスナーズ（2020年）美術監督
- アクダマドライブ（2020年）美術監督
- 憂国のモリアーティ（2020年）美術監督
- BLEACH 千年血戦篇（2022年）美術監督[2][3]
- BLEACH 千年血戦篇-訣別譚-（2023年）美術監督[2][4]
- BLEACH 千年血戦篇-相剋譚-（2024年）美術監督[5]

### OVA
- パパの言うことをききなさい！　（2014年）美術監督
- ブラック・クローバー（2016年）美術監督

### Webアニメ
- 怒りのオコリザル観察日記（2024年）美術監督・カラースクリプト

### 劇場作品
- イナズマイレブンGO vs ダンボール戦機W（2012年）美術監督
- 劇場版　ペルソナ3　the Movei　二章（2014年）美術監督
- 宇宙戦艦ヤマト2199　星巡る方舟（2014年）美術監督
- 劇場版　ペルソナ3　the Movei　四章（2015年）美術監督
- 宇宙戦艦ヤマト2202　愛の戦士たち　第一章「嚆矢篇」（2017年）美術監督
- 宇宙戦艦ヤマト2202　愛の戦士たち　第二章「発進篇」（2017年）美術監督
- 宇宙戦艦ヤマト2202　愛の戦士たち　第三章「純愛編」（2017年）美術監督
- 宇宙戦艦ヤマト2202　愛の戦士たち　第四章「天命編」（2018年）美術監督